# Laure Tixier
Pour les articles homonymes, voir Tixier.
Laure Tixier, née en 1972 à Chamalières est une artiste française.
En 2000, elle est pensionnaire de la Villa Kujoyama à Kyōto. Son travail se décline sur des supports très divers : photo, vidéo, installation, dessin. Elle tire ses références de la culture populaire (notamment du manga, et du jeu vidéo), du monde de l'art contemporain et de l'histoire de l'art (Piranèse, les architectes utopistes du XVIIIe siècle). Elle est représentée par la galerie Polaris à Paris.